# برش قلب
برش قلب یا کاردیوتومی (به انگلیسی: Cardiotomy) فنی در جراحی قلب است که در آن برشی در قلب ایجاد می‌شود. می‌توان از آن برای مکش در حین جراحی قلب استفاده کرد. یعنی در عمل جراحی بای‌پس قلبی ریوی، خون ناشی از خونریزی قلب را توسط دستگاه مکش ذخیره کرد.